# Quand la femme s'en mêle
Pour plus de détails, voir Fiche technique et Distribution.
Quand la femme s'en mêle est un film français réalisé par Yves Allégret, sorti sur les écrans en 1957.
Le scénario est adapté de Sans attendre Godot, roman policier de Jean Amila paru dans la collection Série noire sous le numéro 310 en 1956. Le film marque les débuts d'Alain Delon et Bruno Cremer au cinéma.

## Synopsis
Henri Godot, un caïd du milieu, profite d'une partie de cartes pour officialiser sa liaison avec Maine. Bobby, son ancien amant, prend très mal la chose et promet des représailles. Maine annonce à Godot que Félix, son ex-mari, va venir à Paris accompagné de sa fille Colette. Tous ces gens font connaissance dans un climat tendu puisque Bobby a activé ses tueurs. Ainsi, une tentative d’enlèvement de Maine tourne court tandis que Jo, l'un des gardes du corps de Godot, est obligé de tuer deux gangsters.
Felix finit par expliquer à Maine la véritable raison de sa venue à Paris. Sa seconde épouse a péri dans l’incendie des « Galeries Modernes », et il soupçonne le PDG de l'entreprise d'avoir volontairement provoqué l'incendie afin de toucher la prime d'assurance. Connaissant les accointances de Maine avec le milieu, il sollicite donc son aide afin de se venger. Godot accepte non sans arrière-pensée car il sait que Félix accompagne des colis intéressants dans le train postal. Godot et Félix cherchent à obtenir des aveux de l'agent d'assurance, promu aujourd'hui chef du contentieux des « Galeries Modernes ». Celui ci ne se renie pas, mais se suicide en laissant une lettre compromettante. Muni de cette lettre, Godot fait chanter le PDG des « Galeries Modernes », lui réclamant un prêt pour racheter un restaurant sur les Champs-Élysées.
Ce dernier ayant demandé à son garde du corps d'entrer en action, il se trouve que ce dernier connait Jo. Il lui demande contre une belle somme d'argent de subtiliser la lettre compromettante ; pour cela, il lui faut l'aide de Colette, or une idylle est née entre les deux jeunes gens, et celle-ci ne peut rien lui refuser. Elle subtilise le document, mais Maine s'en aperçoit et le lui reprend. Les deux femmes s'affrontent violemment tandis que Godot, dans un élan de générosité, pardonne la trahison de Jo. Tout le monde se retrouve bientôt au château du PDG des « Galeries Modernes » afin d'en découdre. Le PDG sera tué dans la bagarre, mais Jo également. Félix repart en province avec Colette éplorée tandis qu'au bout du quai la police attend Godot et Maine.

## Fiche technique
- Titre : Quand la femme s'en mêle
- Réalisation : Yves Allégret, assisté de Suzanne Bon
- Scénario et Adaptation : Jean Meckert et Charles Spaak d'après le roman de Jean Amila (Jean Meckert) Sans attendre Godot (Gallimard, collection Série noire).
- Dialogue : Jean Meckert
- Décors : Jean d'Eaubonne, assisté de Jacques Gut et Paul Moreau
- Photographie : André Germain
- Opérateur : Robert Schneider, assisté de Michel Bouyer et André Dubreuil
- Musique : Paul Misraki, orchestre sous la direction de Jacques Météhen, éditions Choudens
- Montage : Claude Nicole, assisté de Ginette Boudet
- Son : Pierre-Henri Goumy, assisté de Urbain Loiseau et J. Bareille
- Régisseur général : Roger Boulais
- Régisseur adjoint : Michel Wichard
- Régisseur ensemblier : Robert Christidès
- Script-girl : Hélène Sebillotte
- Maquillage : Lina Gallet
- Coiffeur : Robert Noguès
- Les robes d'Edwige Feuillère sont de Pierre Balmain
- Photographe de plateau : Philippe George
- Chef de production : Pierre Bochart
- Directeur de production : Louis de Masure
- Production : Cino Del Duca, Arys Nissotti et Pierre O'Connell
- Trucage : LAX
- Tirage : Laboratoire L.T.C Franay
- Sociétés de production : Cino del Duca, Royal Films, Régina Films, Plazza Films Productions
- Sociétés de distribution : Cinédis
- Pays :  France /  Italie /  Allemagne
- Langue originale : français
- Format : noir et blanc - 1,37:1 - 35 mm - son mono - Western-Recording System
- Durée : 90 minutes
- Genre : policier
- Date de sortie : 
  - France : 15 novembre 1957

## Distribution
- Edwige Feuillère : Angèle, dite « Maine », ancienne femme de Félix, nouvelle maîtresse d'Henri et mère de Colette
- Bernard Blier : Félix Seguin, postier de province ex-mari de « Maine » et père de Colette
- Jean Servais : Henri Godot, dit « Riton », le gangster vieillissant
- Jean Debucourt : Auguste Coudert de La Taillerie, patron de magasin
- Pascale Roberts : Gigi une entraîneuse du cabaret « La main chaude »
- Sophie Daumier : Colette Seguin, la fille de Félix et Maine
- Jean Lefebvre : Fred, un homme de Riton
- Yves Deniaud : Bobby, l'ancien amant de « Maine »
- Bruno Cremer : Bernard, l'homme de main de M. Coudert de La Taillerie
- Alain Delon : Jo, un homme de Riton
- Pierre Mondy : Le commissaire Verdier
- Alain Nobis : Le Vilain, un homme de Bobby
- Henri Cogan : Alberti, un homme de Bobby
- Jess Hahn (sa voix est doublée) : La Couture, un homme de Bobby
- Michel Jourdan : L'Agneau, homme de main de Riton
- Bruno Balp : le concierge du cabaret
- Madeleine Barbulée (sa voix est doublée) : la pâtissière
- Henri Coutet : Georges, le machiniste
- Annie Darnis : la bonne de Kuntz
- Anne-Marie Mersen : Georgette, la fleuriste du cabaret
- Jean-Marie Serreau : Kuntz, ancien agent d'assurance « l'abeille », directeur du contentieux
- Albert Daumergue : un spectateur de la salle du cinéma
- Roger Lecuyer : un homme au bistrot
- Benoit Agût : un homme au bistrot

## Tournage
Du 8 juillet au 20 août 1957 dans les studios Paris Studio Cinéma de Billancourt.

## Autour du film
- Il s'agit du premier film d'Alain Delon, alors âgé de 21 ans et appelé à devenir une immense star du cinéma. Sa première scène lors du tournage est celle où il sort avec Sophie Daumier de la pâtisserie[3].
- Lors de la visite chez Coudert de La Taillerie, Godot dit s'appeler Maître Godot de Mauroy ; la rue Godot de Mauroy était à l'époque l'un des hauts lieux de la prostitution de rue parisienne.
- Au début du film apparaît l'enseigne du Dirty Dick, à l'époque bar à « hôtesses » de Pigalle, aujourd'hui rangé. Ce nom est particulièrement vulgaire en argot anglophone.
- Dans le magasin d'accessoires du cabaret La main chaude, figure une affiche de l'établissement La nouvelle Eve. C'est dans ce dernier que s'est produite Sophie Daumier comme chanteuse fantaisiste sous le nom de « Betty Laurent ».